# Podgora (kanton zenicko-dobojski)
Podgora – wieś w Bośni i Hercegowinie, w Federacji Bośni i Hercegowiny, w kantonie zenicko-dobojskim, w gminie Breza. W 2013 roku liczyła 542 mieszkańców, z czego większość stanowili Boszniacy.